# エジプト第3王朝
エジプト第3王朝（えじぷとだいさんおうちょう、紀元前2686年頃 - 紀元前2613年頃）は、古代エジプトの王朝。ジェセル王のピラミッドを建造した王朝であり、この王朝から古代エジプトを象徴する建造物であるピラミッドが大々的に建設されるようになった。一般的にこの王朝の成立を以ってエジプト古王国時代の始まりとされる。

## 歴史
セクストゥス・ユリウス・アフリカヌスが引用するマネトの記録によれば第3王朝のファラオは9人であり、彼らはメンフィスを拠点とした。そのうち最初の2人のみ事跡が記録されている。初代ファラオのネケロフェスの時代にはリビュア人の反乱に直面し、2代目のトソルトロスの治世には、臣下の1人が医術に長じていたためアスクレーピオス神の化身であるという評判を博した。彼は切石で家を建てることを発明し、書字を心に留めたと記録している。
第3王朝になると同時代の王碑文等が数多く発見されるようになり、その王統はある程度復元できる。現在知られている第3王朝の最初のファラオとマネトの記録や他の王名表の記録はほとんど一致しない。考古学的に知られる最初のファラオはサナクトである。サナクトに関する遺物は少なく即位の経緯やその統治について詳しくはわかっていないが、彼はエジプト第2王朝のカセケムイの娘と結婚することでファラオとなるに相応しい地位を得た。
その次のファラオはジェセルである。マネトの記録した王統はあまり正確ではないがトソルトロスに関する記録は明らかにジェセルに対応する。ジェセルはこの王朝で最も有名なファラオであり、彼には医術、建築、書字で名高い側近イムヘテプがいた。イムヘテプは後世神格化され神殿まで建造された人物である。ジェセルの時代、ナイル川が7年にわたって氾濫せず、深刻な飢饉が発生した。そこでジェセルはトト神の神官であり、祭儀文朗読神官長の地位にあったイムヘテプに下問したところ、ナイル川の水源の主であるクヌムの神殿に土地を寄進すれば再びナイル川は氾濫するであろう、と答えたと記す古代文書が発見されている。イムヘテプはまた、後世の古代エジプトで学問、医術の心得を持った者として崇拝された。

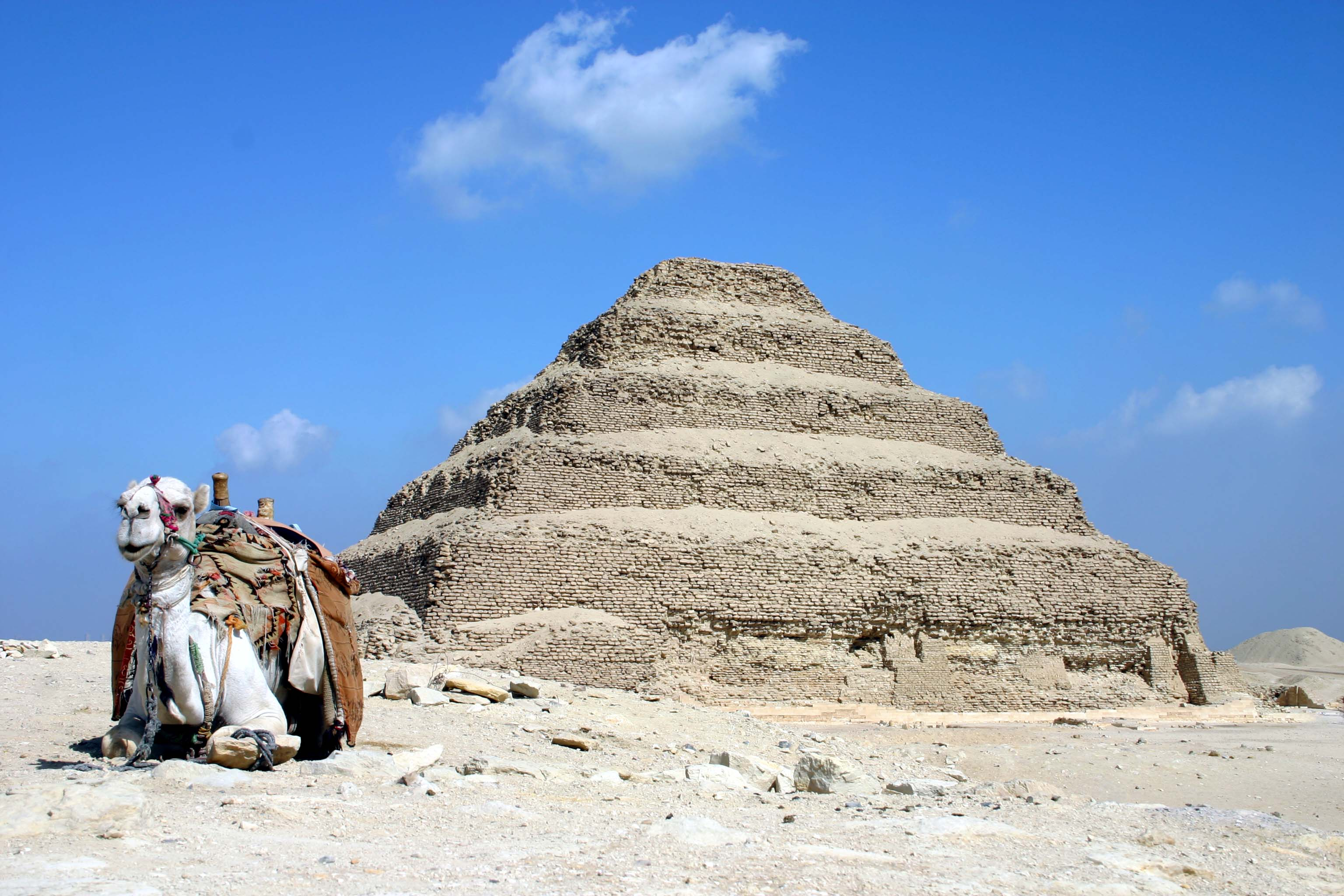
ジェセル王のピラミッド（サッカラ）

ジェセルの時代になると、初期王朝時代以来王達が追求してきた王権確立が実を結び、まさに神たるファラオに相応しい地位を手に入れつつあった。それを示す偉大な記念碑が、サッカラに建てられた。それは史上初のピラミッドとも言われるジェセル王のピラミッドである。これは高さ約62メートル、東西125メートル、南北109メートルの建造物であった。この独特の墓形式を設計したのもイムヘテプであった。またジェセル以後、ファラオの公式名に第4の名前であるホル・ネブウ名（黄金のホルス名）が加わった。この王名が何のために導入されたのかははっきりしていない。一説では、ネブウ（黄金）とは恐らくセト神の町オンボス（ナカダ）を表し、この名の使用はセト信仰に対するホルス信仰の勝利を収め、ホルス神の化身としてのファラオの権威の確立を表すと考えられることもある。
ジェセルはさらに小型の階段ピラミッド（墓室を持たない）を領内各地に建造してファラオの権威としての新しい墓形式を知らしめた。ジェセルの死後後継者となったセケムケト以降、ピラミッドの建造が継承されていった。しかし、彼らについての史料はいずれも乏しく、詳細な歴史はわからなくなってしまう。マネトによればジェセル（トソルトルス）の後には6人のファラオによる157年の治世があったことになっているが、実際には3人が36年間の治世を持つだけだと考えられている
セケムケトの統治の痕跡は未完成ピラミッドやシナイ半島で見つかったレリーフ等があるが、具体的な姿ははっきりとしない。次のカーバーも重層ピラミッドなどが知られているが、これらのピラミッドはいずれも未完成のまま終わっており、その理由についても詳細は不明である。
最後のファラオのフニは24年間の治世を持つがやはりその統治の実態がよく知られているとは言えない。彼はメイドゥムにピラミッドを建設したが、これは現在では表面が崩落しており崩れピラミッドともいわれる。フニの息子と下級の王妃メルサンク1世の息子であると見られるスネフェルはエジプト第4王朝の初代ファラオとされている。またフニと別の王妃との間の娘、ヘテプヘレス1世はスネフェルの正妃であると考えられている。フニの死によってエジプト第3王朝は終了した。

## 歴代王
| 王名（アフリカヌスの引用による） | マネトによる備考 |
| -------------------------------- | --- |
| ネケロフェス                     | 彼の時代にリビュア人が反乱を起こしたが、月が異常に満ちたことに恐怖し降伏した。                                                   |
| トソルトロス                     | 彼の時代にイモウテスがおり、エジプト人からアスクレーピオス神と見なされた。切り石で家を建てる方法を生み出し、書字にも秀でていた。 |
| テュリス                         | |
| メソクリス                       | |
| ソイフィス                       | |
| トセルタシス                     | |
| アケス                           | |
| セプリス                         | |
| ケルフェレス                     | |

| ホルス名     | 個人名           | 備考                                                                                      |
| ------------ | ---------------- | ----------------------------------------------------------------------------------------- |
| サナクト     | ネブカー         | 現在知られている第3王朝最初のファラオ。サッカラ王名表には登場しない                       |
| ネチェリケト | ジェセル         | ジェセルという名は後代の史料にしか見られない。第2王朝のカセケムイの息子である可能性が高い |
| セケムケト   | ジェセル・テティ |                                                                                           |
| カーバー     | テティ           |                                                                                           |
| カーへジェト | フニ             |                                                                                           |